# Новоград-Волинський повіт
Новоград-Волинський повіт — адміністративно-територіальна одиниця Волинської губернії Російської імперії, утворена в 1804 році. Повітовий центр — місто Новоград-Волинський.
На південному заході повіт межував з Старокостянтинівським, на заході з Заславським і Острозьким, на північному заході з Рівненським, на півночі з Овруцьким, на сході з Житомирським повітами Волинської губернії та з Літинським повітом Подільської губернії на півдні. Займав площу 6331,3 верст² (близько 7 150 км²).
Згідно з переписом населення Російської імперії 1897 року в повіті мешкало 348 950 осіб, з них 65,49 % — українці, 15,63 % — євреї, 5,22 % — поляки, 10,95 % — німці, 2,41 % — росіяни, 0,14 % — чехи.

## Адміністративний поділ
Повіт поділявся на 20 волостей, 233 сільські громади, населених пунктів було 609.
На 1906 рік повіт поділявся на 20 волостей, до складу повіту входило 1 місто (повітове, утворювало окрему адміністративну одиницю, не мало власної волості), 11 містечок, решта — села, колонії, передмістя, присілки хутори, урочища — разом 932 населених пункти.
- Баранівська волость
- Берездівська волость
- Городницька волость
- Деревицька волость
- Емільчинська волость
- Жолобенська волость
- Корецька волость
- Курненська волость
- Кустовецька волость
- Любарська волость
- Миропільська волость
- Новочарторійська волость
- Остропільська волость
- Піщівська волость
- Полонська волость
- Рогачівська волость
- Романівецька волость
- Романівська волость
- Сербівська волость
- Смолдирівська волость
- місто Новоград-Волинський із передмістями Лідівка, Майстрів, Плетянки, приміськими хуторами, за р. Смолка, селами Моклянка і Сусли.

У березні 1921 року 8 волостей у південній частині повіту було включено до новоствореного Полонського повіту (Деревицька, Кустовецька, Любарська, Миропільська, Новочарторійська, Остропільська, Полонська, Романівська).
Також внаслідок підписання 18 березня 1921 року Ризького миру, за яким уся Західна Волинь відходила до складу Польщі, до Рівненського повіту відійшла у повному складі Корецька волость (окрім села Шитня) та село Сторожів Городницької волості. Натомість до Новоград-Волинського повіту відійшли села Брониця, Броницька Гута, Кленове та Прихід Селищанської волості Рівненського повіту, які опинилися на схід від нового кордону.
Тож на час ліквідації повітового устрою 7 березня 1923 у складі повіту із 20 колишніх залишалося 11 волостей — Баранівська, Берездівська, Городницька, Емільчинська, Жолобенська, Курненська, Піщівська, Гульська (Рогачівська), Романівецька, Сербівська, Смолдирівська.